# Castello di Lacoste

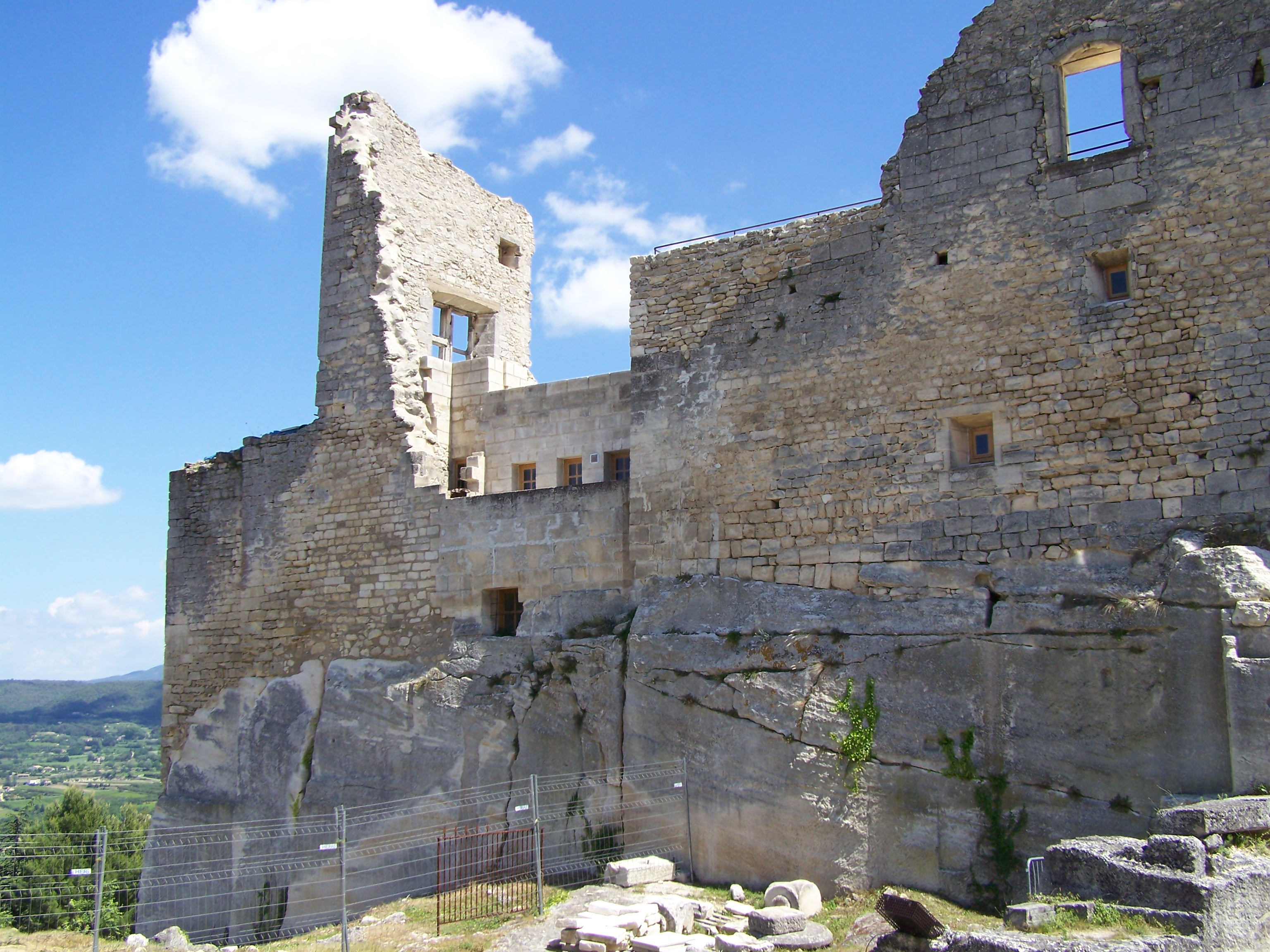
Rovine del castello di Lacoste

Il castello di Lacoste o La Coste è un castello in rovina nel comune di Lacoste nel dipartimento francese di Vaucluse.

## Posizione

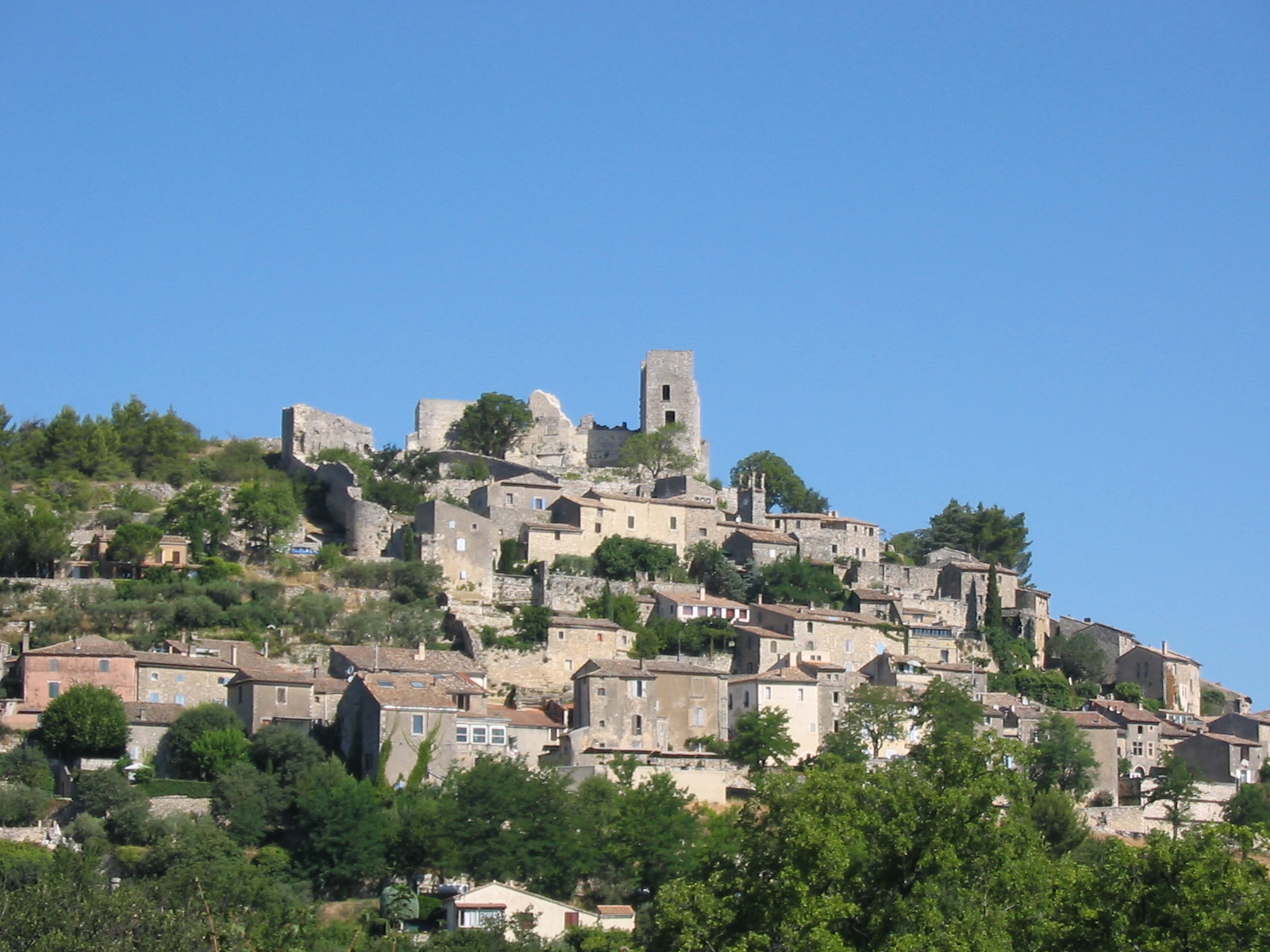
In cima al paese, si stagliano le rovine del castello del marchese de Sade.

Il castello è situato su uno sperone roccioso che si protende dal fianco settentrionale del Piccolo Luberon su cui sorge il villaggio di Lacoste. 
Il villaggio, esposto al sole, protetto dal maestrale e vicino a un'importante sorgente di acque perenni, deve la sua notorietà anche all'eccezionale qualità del calcare tenero e chiaro estratto dalle sue cave.
La posizione del castello offre ai suoi occupanti una vista superba sulla valle del Calavon, i Monts de Vaucluse, il Mont Ventoux e le Alpi, così come il villaggio di Bonnieux che si può vedere su una collina vicina.

## Storia

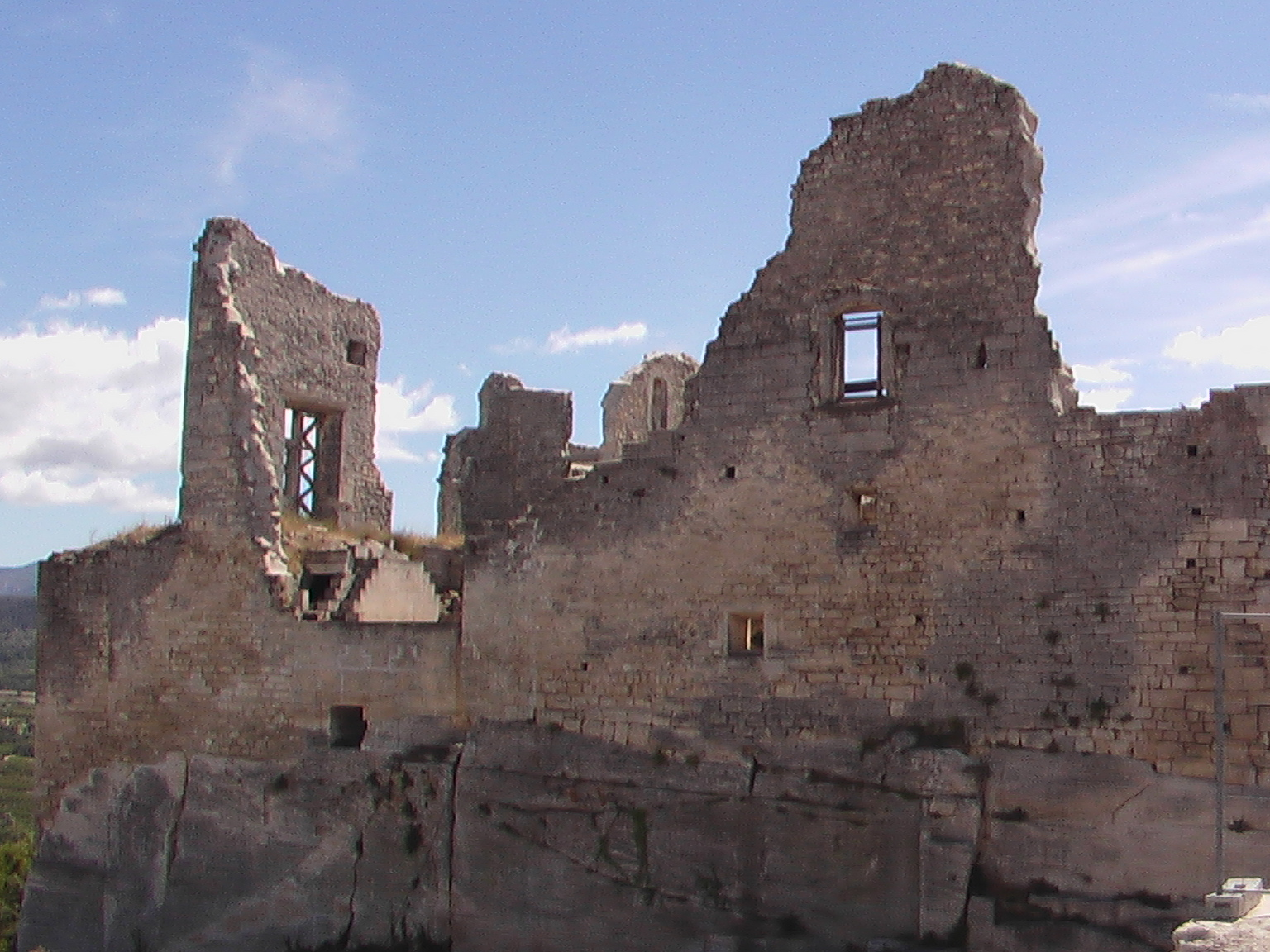
Castello di Lacoste

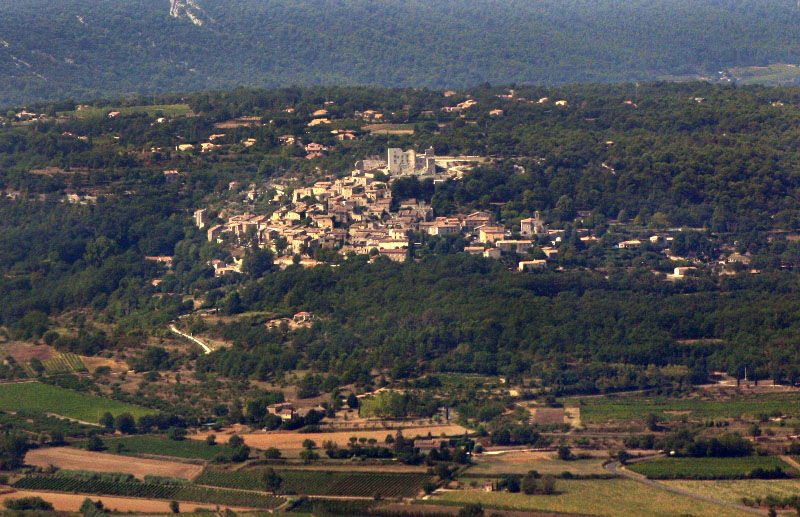
Vista aerea del castello e del villaggio di Lacoste

La presenza di selci scolpite è testimonianza di un'occupazione preistorica del luogo. Il ritrovamento di cocci di ceramica di epoca romana prova che sullo sperone di roccia era presente un posto di guardia all'intersezione delle strade che collegavano Arles all'Italia e Marsiglia ad Aix-en-Provence e Lione.
Le origini del castello risalgono all'XI secolo, ma subì continui rimaneggiamenti nei secoli successivi.
Fu per molti anni proprietà della famiglia Simiane per poi passare a quella De Sade.
Per il trasferimento del castello dalla famiglia Simiane a quella Sade sono state formulate due ipotesi:
- Nel 1627 Diane Simiane sposò Jean-Baptiste de Sade, antenato del celebre marchese de Sade, che divenne così proprietario della tenuta.
- Nel 1716 Isabelle Simiane lasciò in eredità il castello a suo cugino Gaspard François de Sade, signore di Saumane e Mazan. Quest'ultima ipotesi è la più probabile.

Il padre del marchese de Sade donò il castello al figlio Alphonse in occasione delle nozze con Renée Cordier.
Il marchese de Sade prenderà possesso del feudo, diventando Signore di Lacoste, solo nel 1769, rimanendo affascinato dal luogo ed inizia ad abbellire la sua dimora.
Il marchese de Sade soggiornò nel castello dal 1769 al 1772, tra lo scandalo di Arcueil e quello di Marsiglia, e ancora, nel periodo che va da quest'ultimo e la sua fuga in Italia, e successivamente fino alla sua incarcerazione nel castello di Vincennes nel 1777. Fuggito di prigione durante il trasferimento ad Aix, vi si rifugiò per l'ultima volta dal 16 luglio al 7 settembre 1778 prima di essere portato nuovamente a Vincennes.
Fu nel 1772 che vi fece il suo soggiorno più lungo, durante il quale costruì nel castello un teatro capace di contenere 120 spettatori. Durante la sua prigionia mantenne uno straordinario attaccamento per La Coste come testimoniato dalla corrispondenza con il notaio Gaufridy di Apt, che curava le sue proprietà e i suoi affari in Provenza.
Durante la rivoluzione francese, il castello fu vandalizzato e in gran parte distrutto per diventare cava per materiali da costruzione che venivano venduti dagli abitanti del villaggio. La notizia raggiunse Sade nel 1792, quando, era a Parigi, libero e membro della sezione Piques. Il marchese reagì con sconforto alla notizia: "Che perdita! È al di sopra dell'espressione. [...] Sono disperato!".
Soggiogato dai debiti, nell'anno IV della Repubblica (1796) Sade vendette il castello e il suo feudo a Rovère, un ambizioso deputato di Vaucluse, originario di Bonnieux. Il deputato intendeva “fondare una sorta di dinastia” nella regione, ma i suoi sogni di gloria furono infranti quando finì nelle liste di proscrizione a seguito del colpo di Stato del 18 fruttidoro, e deportato nella Guyana francese dove morì a Sinnamary nel 1798.
Il 29 giugno 1816, Maître André redige l'atto di vendita della tenuta Lacoste a Sieur Pierre Grégoire, falegname e agricoltore. Il castello fu acquistato per la somma di milleduecento franchi da madame Marie de Belmont, vedova Rovère. Il castello nell'atto è descritto "in rovina... senza porte, finestre o ferri e in parte coperto da eventuali dipendenze in seminativi, erme e rocce...".
Nel 1952, André Bouer, professore universitario, ne divenne il proprietario e si dedicò personalmente al restauro del castello definendosi per questa fatica "l'ultimo schiavo del Marchese de Sade".
Nel 2001, Pierre Cardin ha acquistato il castello dagli eredi di Bouer facendone la sua seconda residenza e impegnandosi a venderlo all'Institut de France alla sua morte.
Lo stilista organizzava ogni anno, un festival artistico musicale nelle cave a ovest del castello.

## Il castello nelle arti
De Sade ha descritto il suo castello in due sue opere - La marchesa di Gange e Le 120 giornate di Sodoma - sotto il nome di Château de Silling.

## Conservazione
Il castello è stato inserito dal 1992 come monumento storico nell'elenco dei beni culturali protetti dal Ministero della Cultura francese. La protezione copre il castello, i cortili e i fossati.